# یاکووکی
یاکووکی (به لاتین: Jakówki) یک روستا در لهستان است که در گمینا یانوف پودلاسکی واقع شده‌است.